# Winthirstraße
Die Winthirstraße ist eine Innerortsstraße im Stadtbezirk Neuhausen-Nymphenburg (Nr. 9) von München.

## Verlauf
Die Straße beginnt an der Südwestecke des Rotkreuzplatzes an der Einmündung der Wendl-Dietrich-Straße und verläuft in nordwestlicher Richtung bis zur Renatastraße. Kurz vor der Einmündung in diese biegt sie nach Westen ab und wird von der Prinzenstraße fortgesetzt, die geradlinig durch die Villenkolonie Neuwittelsbach führt.

## Geschichte

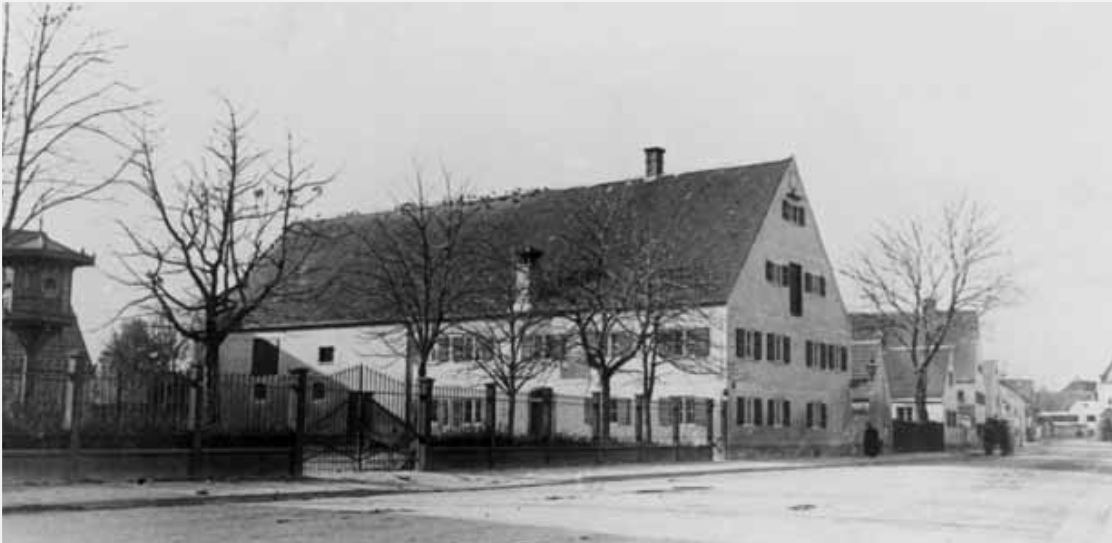
Der Strohmaier-Hof (1906)

Die Straße ist die Dorfstraße des 1890 nach München eingemeindeten Dorfs Neuhausen, von dem außer dem Winthirkircherl keine baulichen Überreste mehr vorhanden sind. Der historische Großwirt befindet sich seit 1903 in einem Gründerzeit-Eckhaus zur Volkartstraße (Volkartstraße 2). Auch der Strohmaier-Hof, der dem „Millionenbauern“ Lorenz Hauser gehörte, ist verschwunden. Mit der Eingemeindung von Neuhausen 1890 erhielt die Dorfstraße den heutigen Namen. Neuhausen und Nymphenburg wurden 1992 zum Stadtbezirk Neuhausen-Nymphenburg (Nr. 9) zusammengeschlossen.

## Öffentlicher Verkehr
Auf der Straße verkehren keine öffentlichen Verkehrsmittel. Die Erschließung erfolgt vom Rotkreuzplatz (U-Bahn, Straßenbahn und mehrere Buslinien) sowie mit der Straßenbahn (Linie 12, Haltestellen Volkartstraße und Renatastraße).

## Namensgeber
Die Straße ist nach dem Einsiedler Winthir benannt, der wohl im 8. Jahrhundert hier gelebt haben und in der Winthirkirche begraben sein soll.

## Denkmalgeschützte Gebäude
- Nr. 9a: Mietshaus, Neurenaissance, um 1890; Gruppe mit Nr. 9b (Denkmalliste D-1-62-000-7601)
- Nr. 9b: Mietshaus, Neurenaissance, um 1890; Gruppe mit Nr. 9a (Denkmalliste D-1-62-000-7602)
- Nr. 11: Mietshaus, Neurenaissance, mit Turmerker an der Ecke, reich gegliedert, um 1890 (Denkmalliste D-1-62-000-7603)
- Nr. 13a: Mietshaus, historisierend, mit Erkern, um 1910 (Denkmalliste D-1-62-000-7604)
- Nr. 21: Mietshaus, Jugendstil-Eckbau, mit Erkern, Anfang 20. Jahrhundert (Denkmalliste D-1-62-000-7606)
- Nr. 35: Mietshaus, später Jugendstil, mit Erker und Eckgiebel, um 1910; Vorgartenzaun mit Jugendstilportal; symmetrische Gruppe mit Nr. 35a (Denkmalliste D-1-62-000-7607)
- Nr. 35a: Mietshaus, später Jugendstil, mit Erker und Eckgiebel, um 1910; Vorgartenzaun mit Jugendstilportal; symmetrische Gruppe mit Nr. 35 (Denkmalliste D-1-62-000-7608)
- Nr. 37/39: niedriger Doppelhausblock, biedermeierlich, mit Ecktürmchen, wohl 3. Viertel 19. Jahrhundert (Denkmalliste D-1-62-000-7609)

### Aus der Denkmalliste gestrichen
- Nr. 25: Mietshaus (ehemalige Nummer D-1-62-000-3711)

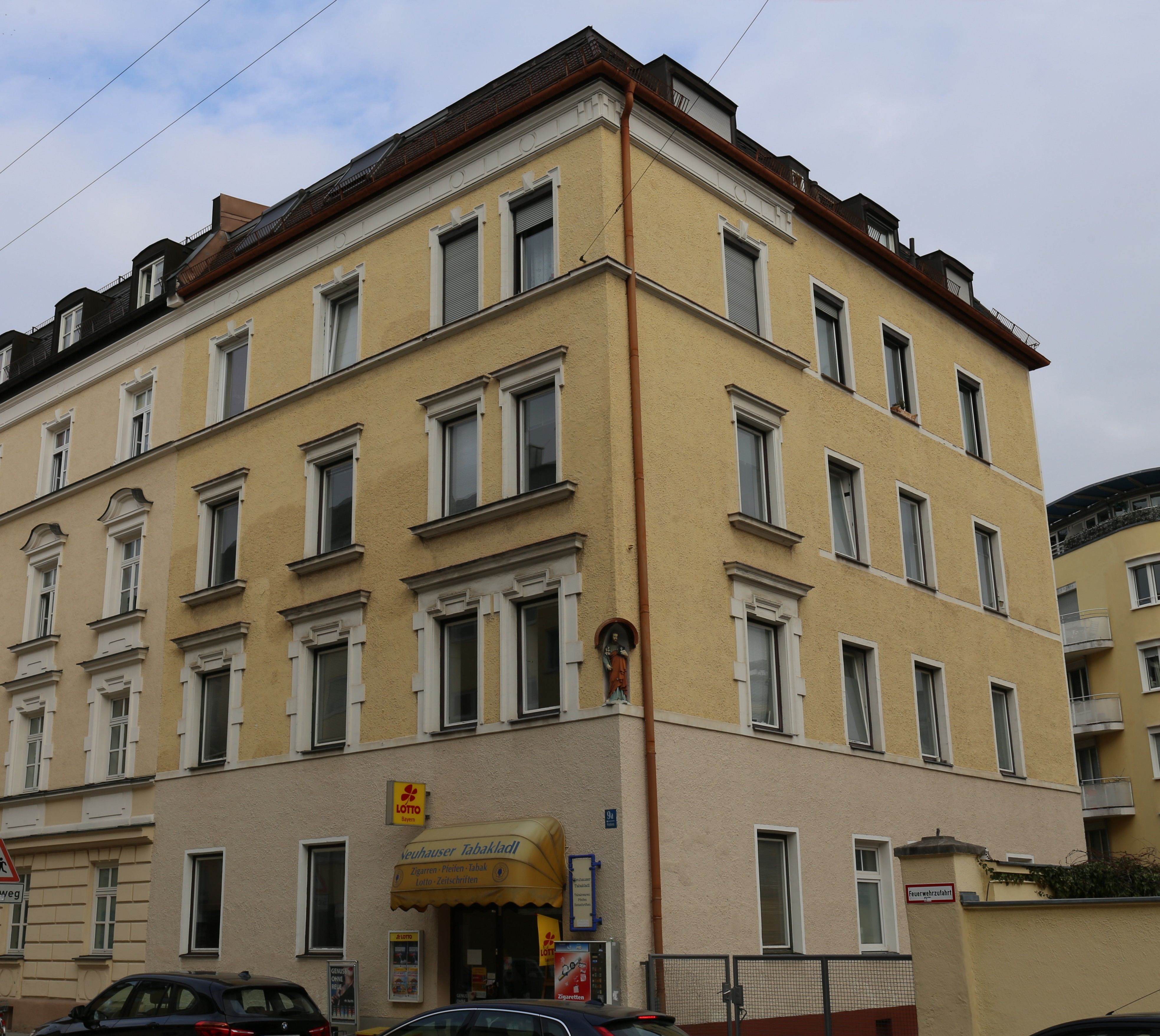
Winthirstraße 9a
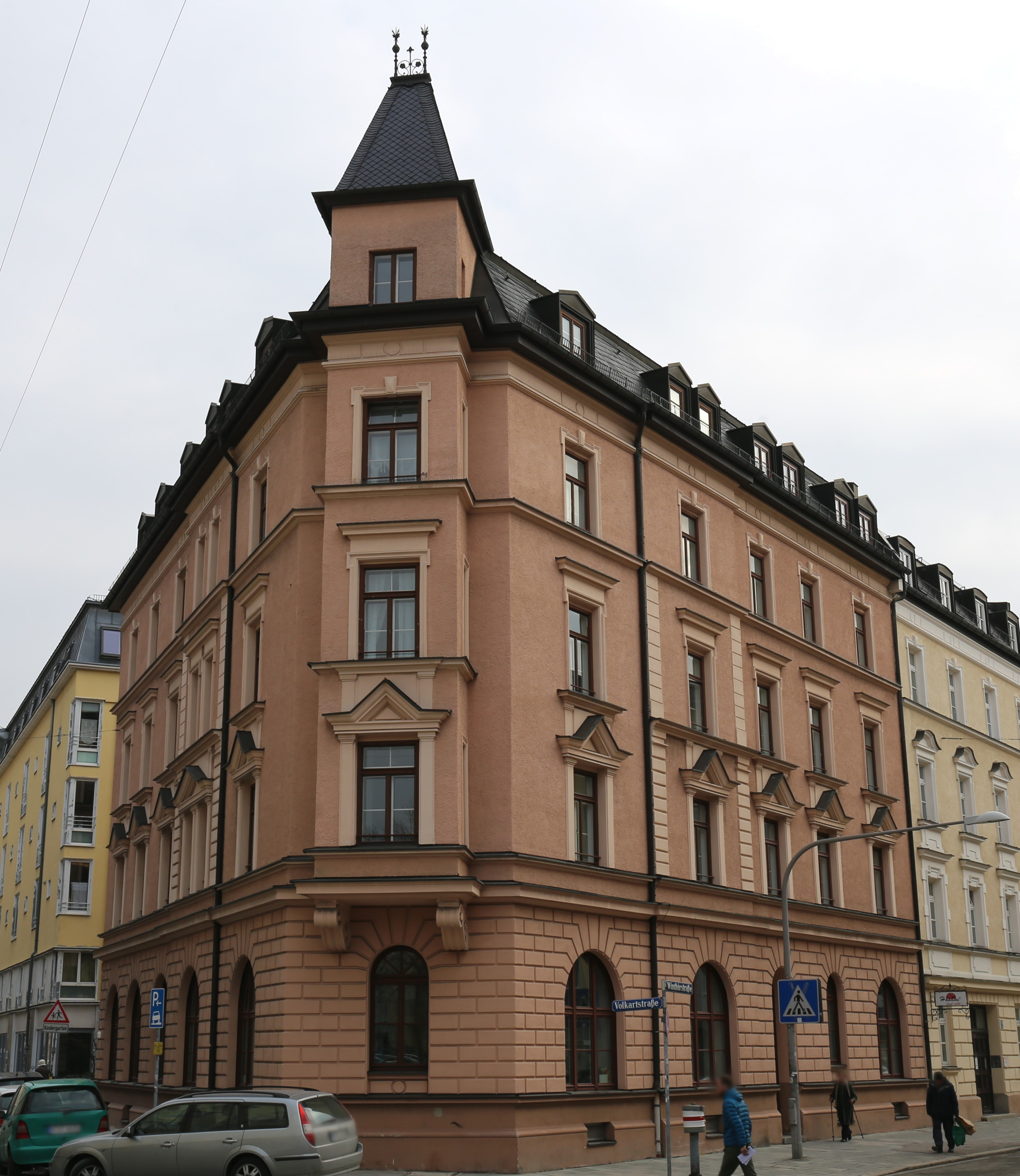
Winthirstraße 11
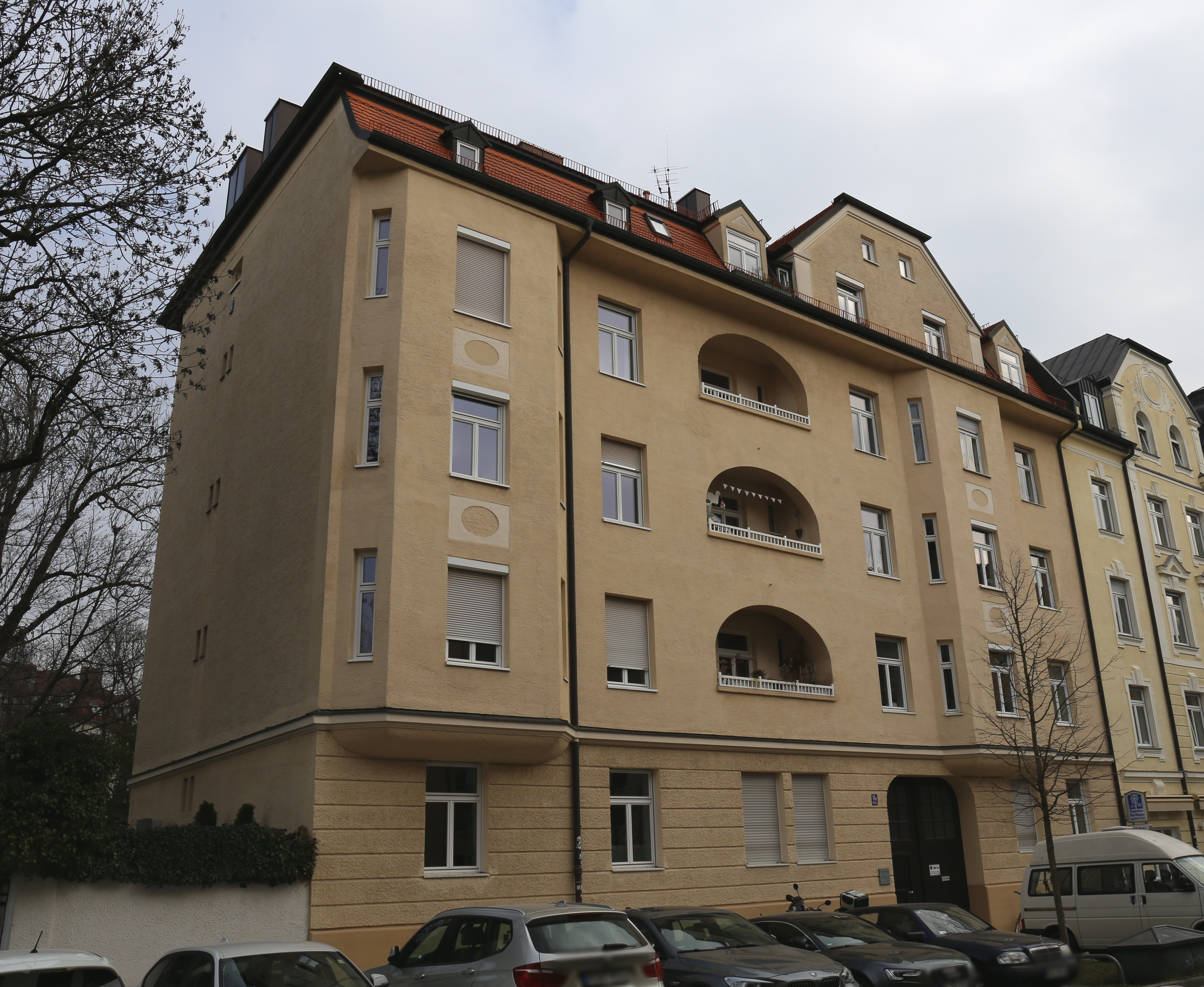
Winthirstraße 13a
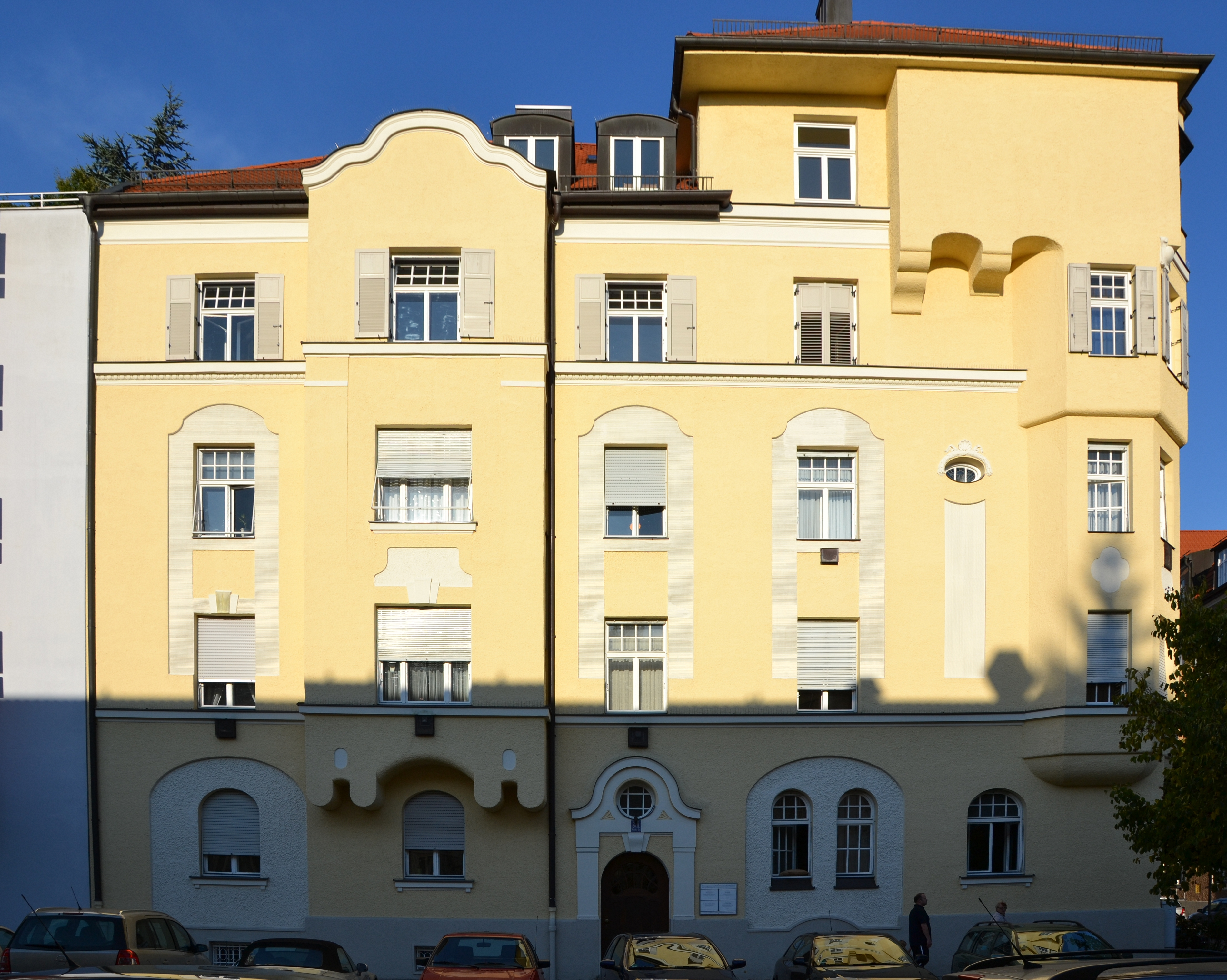
Winthirstraße 21
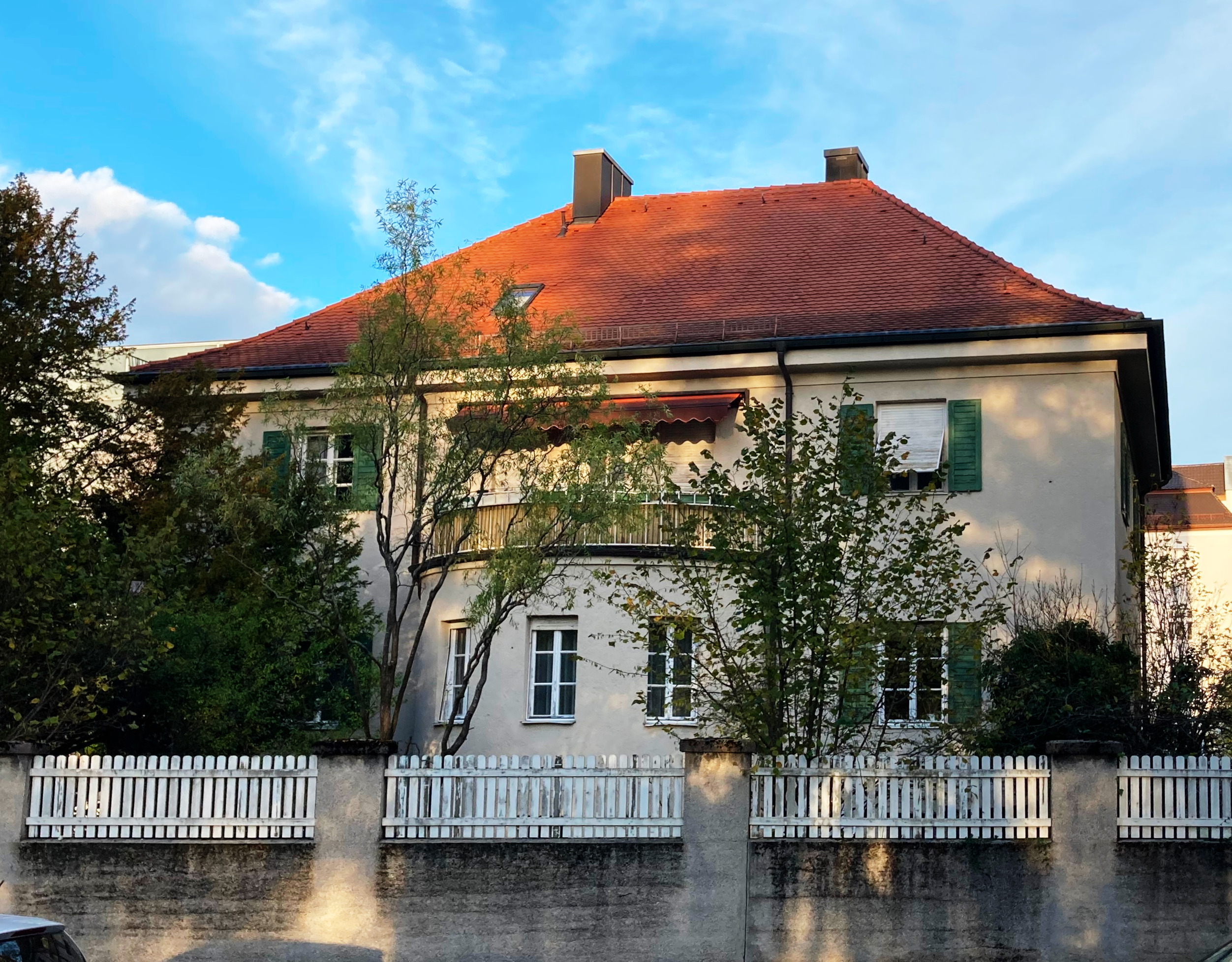
Winthirstraße 25
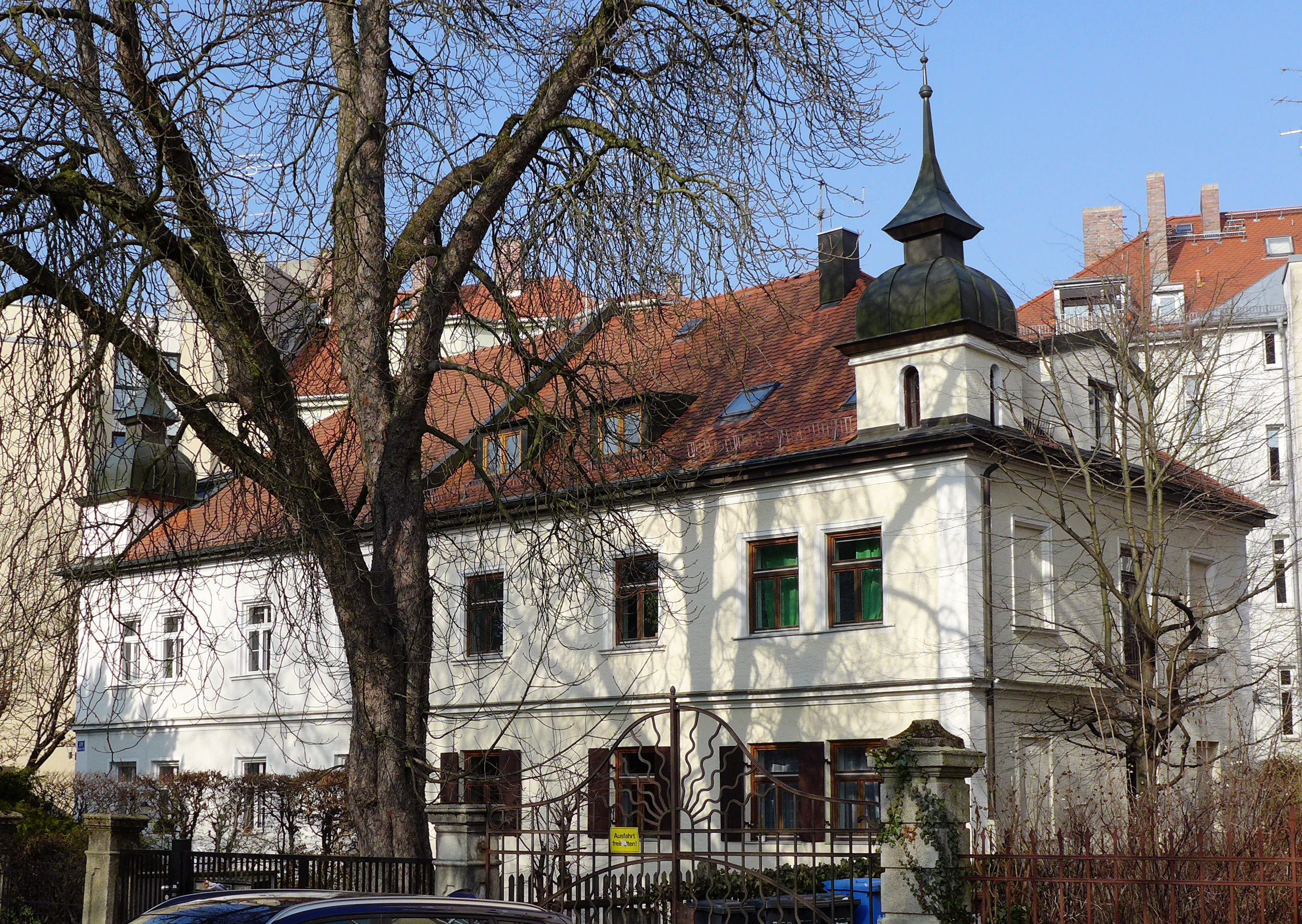
Winthirstraße 37/39

## Sozialeinrichtungen
- Nr. 20: Seniorenstift Neuhausen der Stiftung Heim für blinde und sehbeeinträchtigte Frauen, .

## Post
Das ehemalige Postamt 19 (jetzt Postfiliale) in der Winthirstraße 4–6 ist ein Bau der Postbauschule aus dem Jahr 1924 nach Entwurf von Robert Vorhoelzer, Franz Holzhammer, Georg Werner und Walter Schmidt mit zwei Figuren von Prof. Kindler am Zugang. Zuvor stand hier der Strohmaier-Hof.

## Kirche und Friedhof

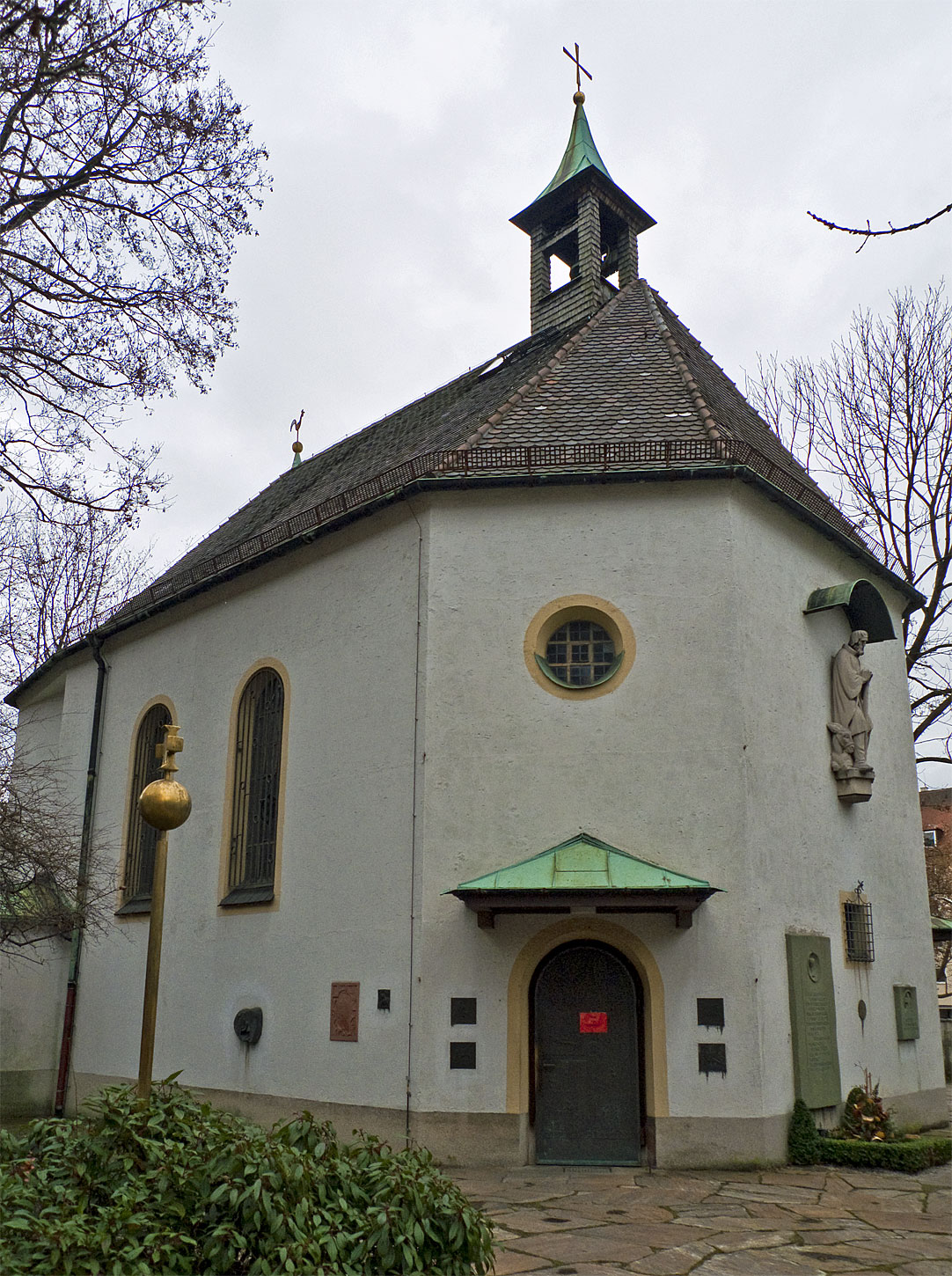
Das Winthirkircherl

- Winthirkirche (katholische Kirche Mariä Himmelfahrt), Winthirstraße 15, jetzt Filialkirche von Herz Jesu, ehemalige Dorfkirche von Neuhausen, im Kern gotisch (15. Jahrhundert), umgebaut im 17., 18., 19. Jahrhundert sowie 1931–33 von Richard Berndl; mit Ausstattung; ringsum sich nach Osten erstreckender Friedhof; an der Außenseite der Kirche und auf dem Winthirfriedhof zahlreiche historische und künstlerische Grabdenkmäler (Denkmalliste, dort Eintrag D-1-62-000-7605), darunter viele Prominentengräber.

## Brunnen

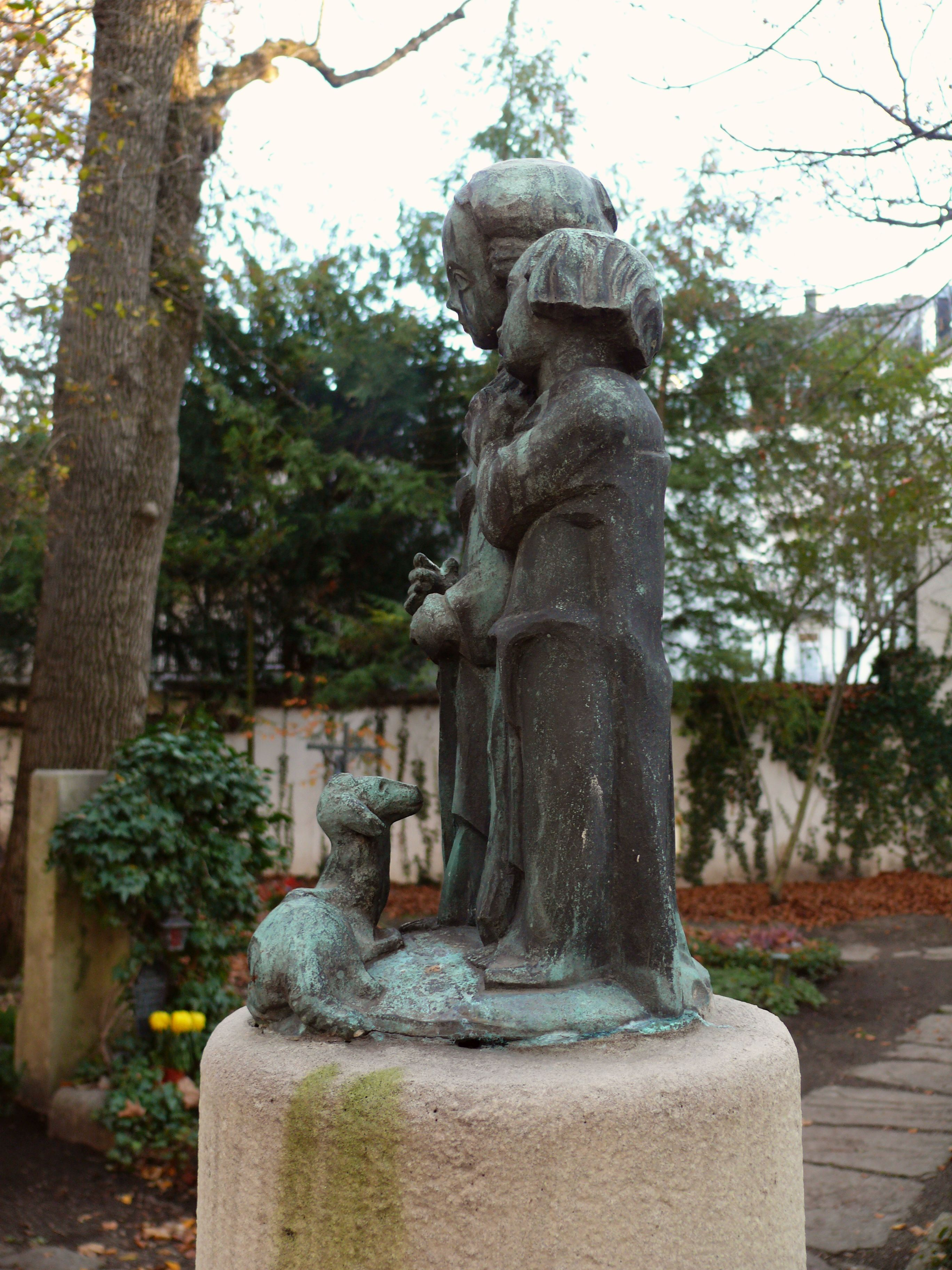
Peter-Dörfler-Brünnlein

- Peter-Dörfler-Brünnlein am Grab des Schriftstellers Peter Dörfler, Winthirfriedhof (Winthirstraße 17), 1956 von Ruth Schaumann.

## Bekannte Bewohner
- Lena Christ (1881–1920), Schriftstellerin, wohnte von 1917 bis 1919 in der Winthirstraße[4]
- Centa Hafenbrädl (1894–1973), Mitglied des Stadtrats (CSU), wohnte in Nr. 13a[5]